# (2199) Kleť
(2199) Kleť est un astéroïde de la ceinture principale avec une période orbitale de 1225,277 jours (3,35 ans).
L'astéroïde a été découvert le 6 juin 1978 par Antonín Mrkos à l'observatoire Kleť.